# Octomeria linearifolia
Octomeria linearifolia là một loài lan đặc hữu của Brasil (Pernambuco to Paraná).

## Hình ảnh

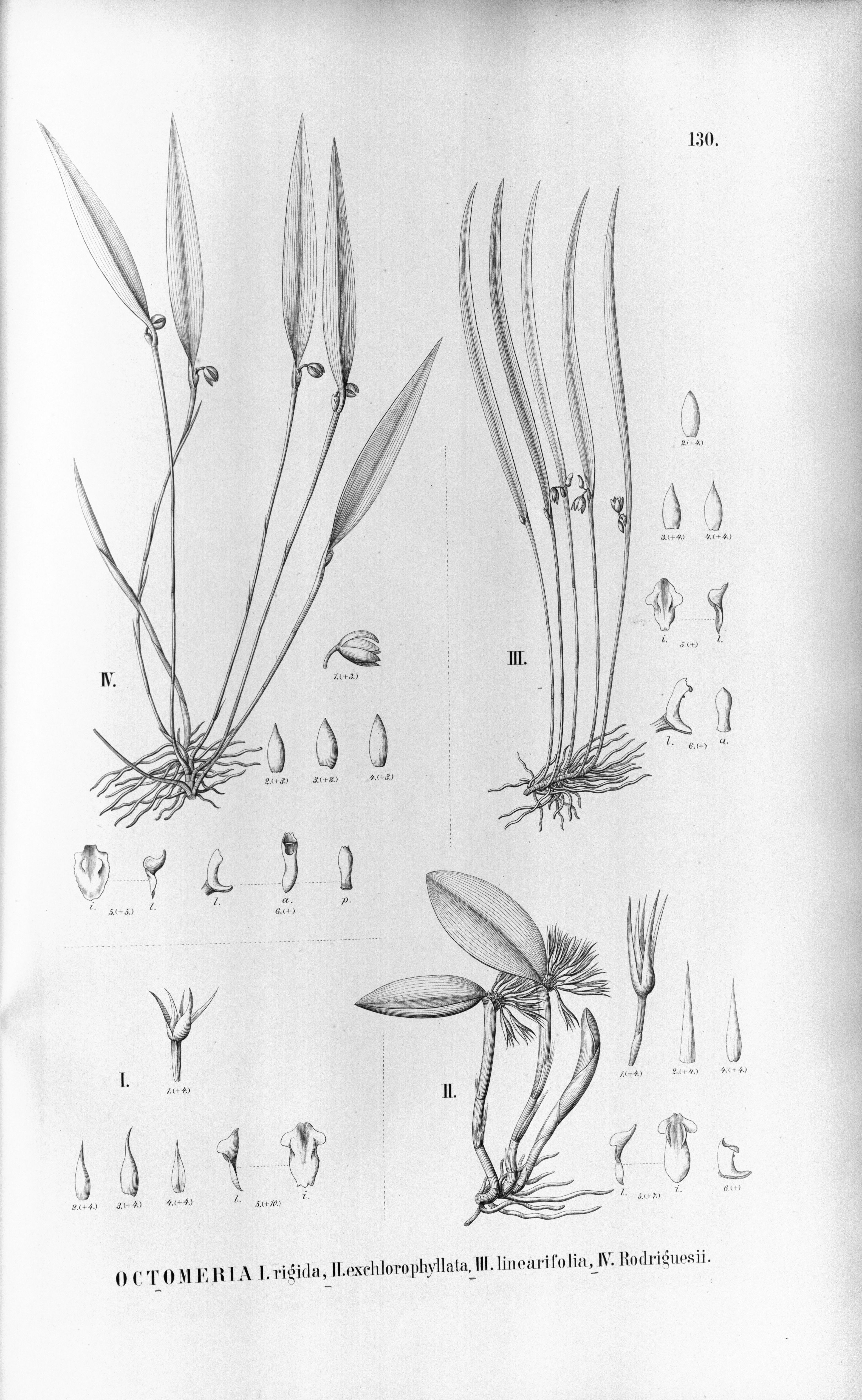